# Cacciatore di nazisti
L'espressione cacciatore di nazisti designa una persona che si dedica alla ricerca e alla raccolta di informazioni concernenti presunti ex nazisti, membri delle SS, e collaborazionisti nazisti coinvolti nell'Olocausto, con l'obiettivo principale di utilizzarle in procedimenti giudiziari relativi a crimini di guerra e crimini contro l'umanità. Tra i più noti cacciatori di nazisti si annoverano Simon Wiesenthal, Tuviah Friedman, Serge Klarsfeld, Beate Klarsfeld, Ian Sayer, Yaron Svoray, Elliot Welles ed Efraim Zuroff.

## Storia

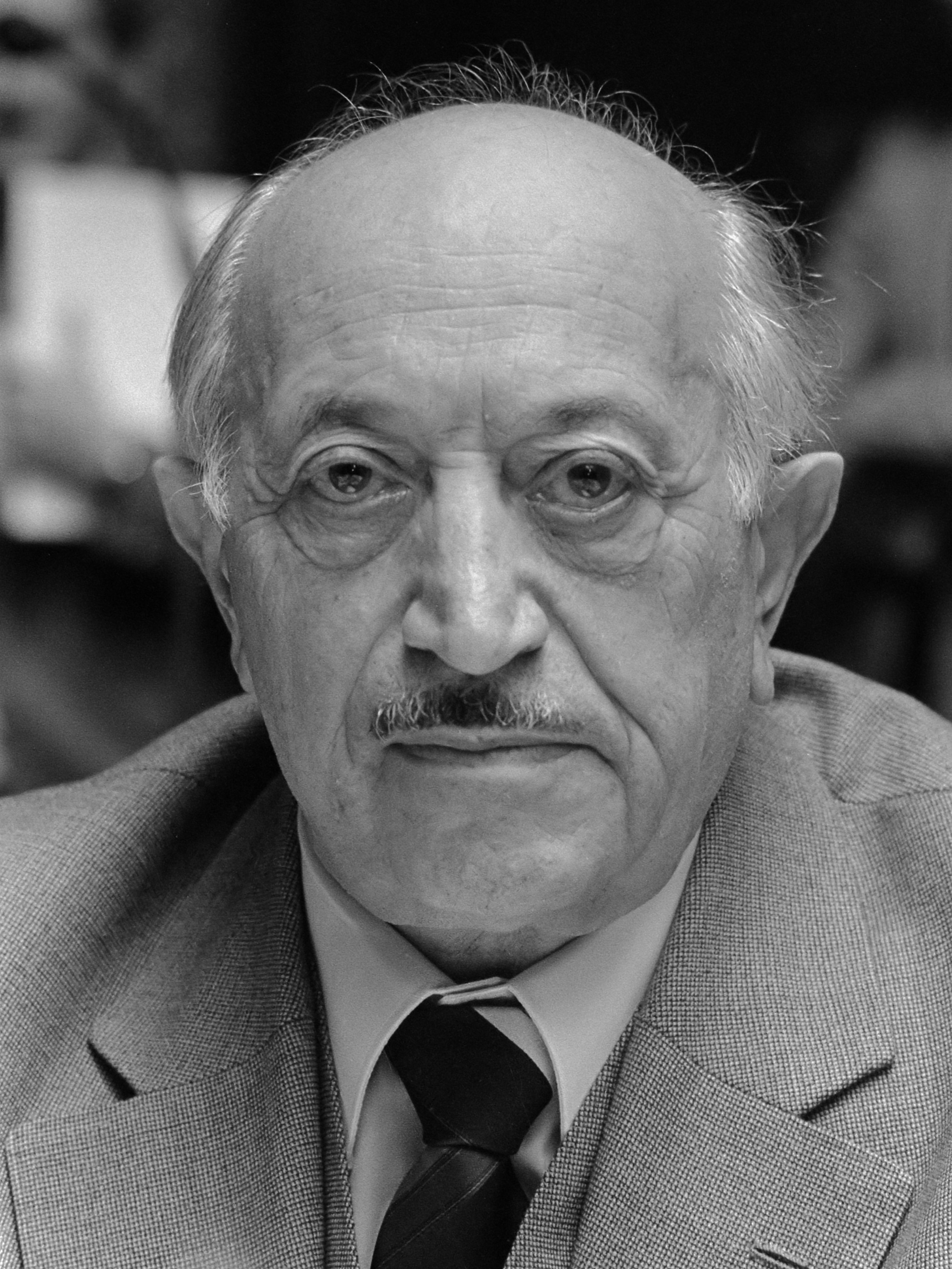
Simon Wiesenthal

Con l'inizio della guerra fredda dopo la seconda guerra mondiale, sia gli Alleati che l'Unione Sovietica iniziarono a cercare gli ex scienziati e operatori nazisti che avevano partecipato ai programmi come l'operazione Paperclip e l'operazione Osoaviachim. Agli ex nazisti che decidevano di collaborare, come Wernher von Braun e Reinhard Gehlen, qualche volta veniva garantita la protezione dello Stato in cambio di informazioni o servizi preziosi. All'epoca Gehlen era capo del servizio federale di intelligence (Bundesnachrichtendienst, BND), fondatore della Gehlen Org, "una versione reale di ODESSA", che agevolava l'esfiltrazione dei nazisti dall'Europa. Altri nazisti si servirono delle ratline per fuggire dall'Europa del dopoguerra verso il Sud America.
In risposta, i cacciatori di nazisti si dedicarono alla ricerca dei fuggitivi individualmente o in gruppi, come il Centro Simon Wiesenthal. Si ricorreva all'offerta di ricompense in cambio di informazioni, l'esame dei registri di immigrazione e militari, l'avvio di azioni legali civili.
Nei decenni successivi i cacciatori di nazisti beneficiarono di una maggiore collaborazione dei governi occidentali e sudamericani, nonché dello Stato di Israele. Alla fine del XX secolo la caccia agli ex nazisti diminuì progressivamente, perché la maggior parte della generazione attiva nella leadership nazista era deceduta.

## Obiettivi degni di nota
Il Centro Simon Wiesenthal pubblica annualmente un rapporto sui criminali di guerra nazisti. Tra i principali obiettivi dei cacciatori di nazisti rientrano:
- Klaus Barbie, noto come il "boia di Lione". Fu estradato dalla Bolivia alla Francia nel 1983, in seguito ai precedenti tentativi di Serge e Beate Klarsfeld di rintracciarlo. Fino alla transizione della Bolivia alla democrazia era stato protetto dai servizi segreti statunitensi e tedeschi per scopi di intelligence antisovietica e impiegato dall'esercito boliviano sotto falso nome. Condannato all'ergastolo nel 1987, morì nel 1991.
- Alois Brunner, stretto collaboratore di Eichmann e comandante del campo di internamento di Drancy, una figura chiave nell'attuazione della soluzione finale. Inseguito dal Mossad israeliano in Siria, riuscì a sfuggire alla cattura fino alla sua morte, avvenuta intorno al 2001 a Damasco.
- Herberts Cukurs, il "macellaio di Riga", assassinato dagli agenti del Mossad a Montevideo nel 1965.
- Adolf Eichmann, attivamente ricercato da Wiesenthal prima che venisse catturato dal Mossad nel 1960. Fu trasferito segretamente dall'Argentina[4] in Israele dove fu processato nel 1961 e giustiziato nel 1962.[11]
- Boļeslavs Maikovskis, un collaborazionista nazista lettone rintracciato da Welles a Mineola. Maikovskis emigrò infine in Germania occidentale nel 1987, dove fu dichiarato non idoneo al processo a causa dell'età avanzata.
- Josef Mengele, tristemente noto come l'"Angelo della Morte". Fu ricercato in Sud America dal Mossad, da Wiesenthal e dai coniugi Klarsfeld. Sfuggì alla cattura e morì accidentalmente in Brasile nel 1979; i suoi resti furono identificati nel 1985.
- Erich Priebke, un ufficiale delle SS responsabile dell'omicidio di massa di civili italiani (primo fra tutti l'eccidio delle Fosse Ardeatine). Fu intervistato apertamente in Argentina nel 1994 da Sam Donaldson, conduttore di Primetime Live. Fu poi estradato in Italia e nel 1998 condannato agli arresti domiciliari a vita. Priebke morì a Roma nel 2013 all'età di 100 anni; fu sepolto nel cimitero di un carcere perché nessuna comunità ecclesiastica volle offrirgli un luogo di sepoltura.[12]
- Eduard Roschmann fu ricercato da Wiesenthal in Argentina, il cui governo svelò i piani per la sua estradizione nel 1977, permettendogli di fuggire in Paraguay. Si presume che sia deceduto nello stesso anno, ma Wiesenthal espresse scetticismo circa l'identità del corpo ritrovato.
- Dinko Šakić fu inseguito in Argentina da Zuroff.[7] Senza tentare di nascondersi, fece diverse apparizioni sui media prima di essere estradato in Croazia nel 1998, dove fu condannato a 20 anni e morì nel 2008.
- Josef Schwammberger fu rintracciato in Argentina dal Centro Simon Wiesenthal e da Welles. Estradato in Germania Ovest nel 1990, fu condannato all'ergastolo nel 1992 e morì in carcere nel 2004.
- Karl Silberbauer, l'agente della Gestapo che guidò l'arresto di Anna Frank e della sua famiglia.[11]
- Franz Stangl, comandante dei campi di sterminio di Sobibór e Treblinka, fu catturato da Wiesenthal a San Paolo nel 1967. Fu estradato in Germania nel 1970 e condannato all'ergastolo, dove morì l'anno successivo.[11]
- Gustav Wagner, soprannominato "il lupo", fu scoperto da Wiesenthal in Brasile nel 1978. Fu arrestato, ma il Brasile rifiutò la sua estradizione in Germania Ovest. Wagner fu trovato morto in un presunto suicidio a San Paolo nel 1980.